# Fausta (cesarzowa bizantyńska)
Fausta (ok. 630, zm. po 668) – cesarzowa bizantyńska, żona Konstansa II

## Życiorys
Fausta była córką Valentinusa, wojskowego pochodzenia ormiańskiego, potomka Arcasydów. Jej mężem został późniejszy cesarz Konstans II. Fausta i Konstans II mieli trzech synów:
- Konstantyna IV, współcesarza od 654 i kolejnego cesarza,
- Herakliusza, współcesarza w latach 659–681,
- Tyberiusza, współcesarza w latach 659–681.